# Вести (газета, Украина)
Вести — украинская ежедневная русскоязычная газета, первый номер вышел 14 мая 2013 года. В крупных городах Украины газета распространяется за символическую плату. До января 2018 распространение было бесплатным. В других регионах действует платная подписка. После вторжения России на Украину 24 февраля 2022 года газета перестала выходить в печать, а сайт Vesti.ua был заблокирован на территории РФ.

## История
В феврале 2013 года бывший обозреватель украинской газеты «Сегодня» Александр Чаленко сообщил о возвращении на Украину бывшего главного редактора «Сегодня» Игоря Гужвы из Москвы, где он работал шеф-редактором газеты «Московские новости» и о создании им новой газеты на средства российских инвесторов. По его словам, к новому проекту Игоря Гужвы были привлечены сотрудники газеты «Сегодня».
В апреле 2013 года украинские СМИ сообщили, что к газете «Вести» имеет отношение Виктор Медведчук. В мае 2014 года был опубликован документ из тех, которые были найдены в резиденции Виктора Януковича в Межигорье, который свидетельствует о том, что к газете имел отношение олигарх Сергей Курченко, поскольку юридическими вопросами газеты занималась юрист группы «СЕПЕК» Анна Ситник.
В мае 2014 года в редакции газеты произошёл обыск. Налоговая милиция Украины заблокировала счета ООО «Вести Масс-Медиа» и Игоря Гужвы, которым инкриминировались фиктивное предпринимательство, отмывание доходов и уклонение от уплаты налогов. Досудебным расследованием было установлено, что на счёт ООО «Вести Масс-Медиа» от фиктивной фирмы поступили средства на сумму 93,6 млн гривен, которые потом были легализованы. Главный редактор Игорь Гужва расценил эти действия со стороны правоохранительных органов как политическое давление.
29 июля 2015 года Игорь Гужва покинул «Медиахолдинг Вести Украина», а также сложил полномочия главного редактора газеты «Вести». С июля и. о. главного редактора стала Оксана Омельченко, работавшая в издания с момента основания, 15 сентября она была официально назначена на этот пост.
14 марта 2019 года на сайте «Вестей» произошёл редизайн. Был изменён логотип на коралловый цвет. Название переведено на латиницу.
После вторжения России на Украину 24 февраля 2022 года сайт Vesti.ua наряду с другими крупнейшими СМИ Украины оказался заблокирован на территории РФ. Это следует из реестра блокировок, который ведет правозащитная организация «Роскомсвобода».
21 декабря 2023 года владевший изданием холдинг объявил о закрытии.

## Собственники
Газета входит в холдинг «Мультимедиа-инвест групп», куда также входят телеканал UBR, ежедневный журнал «Вести. Репортёр» и «Радио Вести».
С 1 августа 2014 года учредителем и издателем газеты вместо «Вести масс-медиа» стала компания «Инновация и решения». В октябре вместо Андрея Кошевого издателем стала кипрская компания IG Media td.
В июле 2015 года Игорь Гужва объявил о продаже своей доли и уходе с поста главы холдинга и главреда газеты «Вести». Новым главой холдинга стала Ольга Семченко.
Впоследствии телеканал UBR, ежедневный журнал «Вести. Репортёр» и «Радио Вести» по разным причинам были закрыты. После 24 февраля 2022 года в медиахолдинге остались только сайты Vesti.ua, UBR.ua и ряд брендовых Телеграм-каналов.

## Аудитория
По данным Kantar TNS от 2018 года, один выпуск газеты «Вести» читают 401 450 человек. Газету читает обеспеченное и платёжеспособное население в возрасте от 20 до 54 лет.

## Реакция
27 июня 2014 года у главного офиса газеты в Киеве прошёл митинг сторонников и противников этого издания, последние требовали его запрета. Причиной сего по словам общественного активиста и депутата Киевгорсовета Игоря Луценко является её антиукраинский характер, превращение в рупор Януковича и клевета на участников протестов во время событий Евромайдана. Целью акции декларировалось начало кампании по прекращению распространения антиукраинской пропаганды в Киеве и других областных центрах страны.

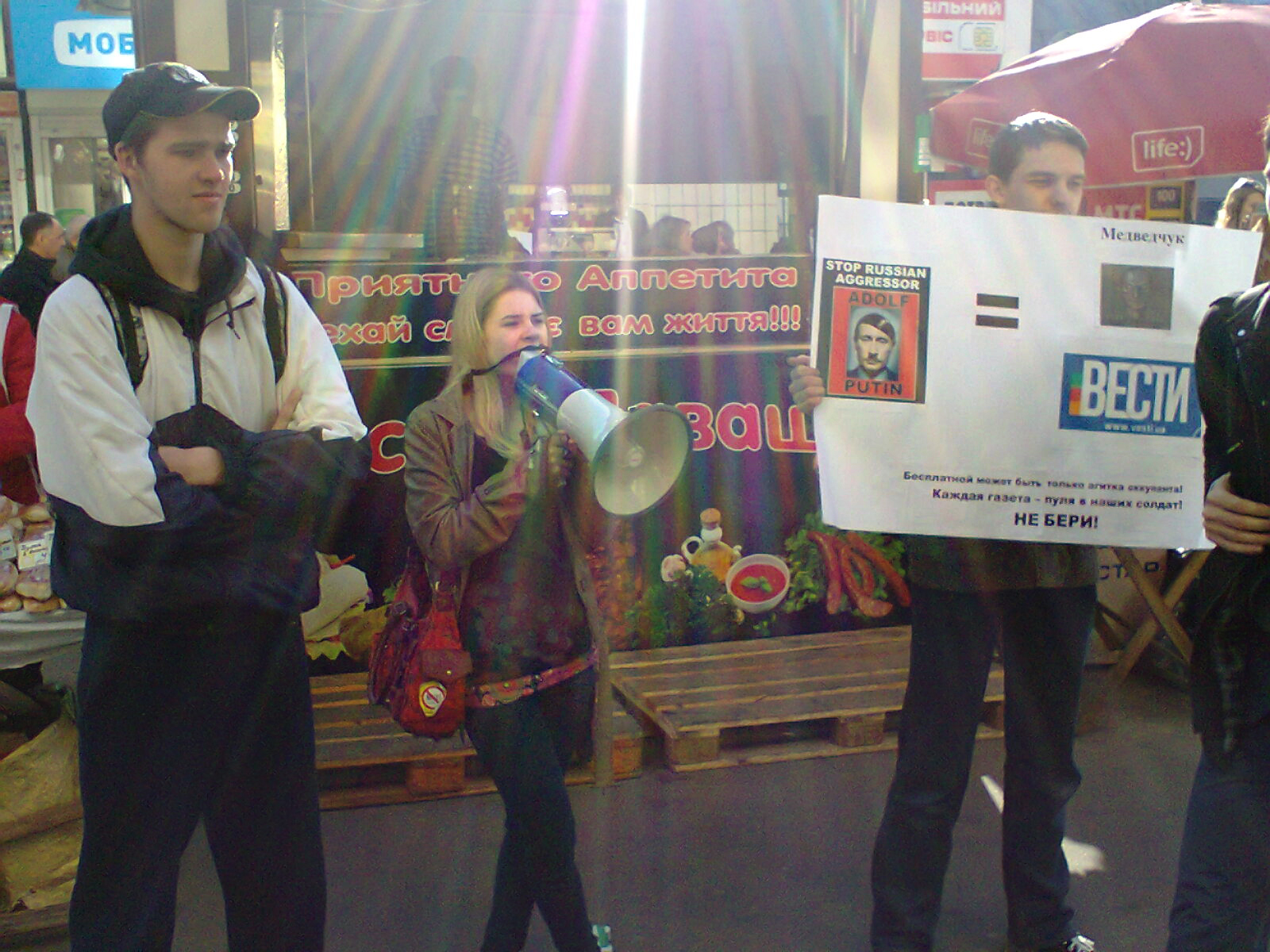
Пикет против распространения газеты (март 2014 года)

Украинские активисты кампании «Не покупай российское!» после Евромайдана проводили одиночные акции возле пунктов раздачи газеты «Вести» в Киеве.
С конца апреля по конец мая 2015 года активисты Евромайдана проводили серию акций протеста против газеты «Вести», обвиняя её в пророссийской позиции.
В апреле 2015 года СБУ обвинила газету в поддержке сепаратизма, — в публикации ряда статей, направленных на нарушения территориальной целостности Украины.
В мае 2015 года Комитет Верховной Рады Украины по вопросам национальной безопасности и обороны признал деятельности газеты угрожающей национальной безопасности Украины, дестабилизирующей общественную ситуацию и создающей фон для «российской агрессии».
В июне 2015 года неизвестные люди, представившиеся налоговой милицией, ворвались в офис редакции «Вести» и заблокировали работу журналистов. Позже главный редактор газеты Игорь Гужва выступил в Верховной Раде с призывом к защите журналистов на Украине.
В конце июля 2015 года, после продажи издания, Игорь Гужва покинул пост главного редактора. 31 июля Государственная фискальная служба объявила Гужву в розыск по обвинению в неуплате 18 млн гривен налогов. 4 августа Шевченковский райсуд Киева избрал для него меру пресечения в виде залога в размере 1,04 млн гривен.
8 февраля 2018 года в редакцию «Вестей» ворвались сотрудники военной прокуратуры Украины с обысками.
С 2019 года политическое давление на медиахолдинг прекратилось.

## Оценка
Пока украинские власти принимали меры для ограничения российской пропаганды, которой украинцы не доверяли априори, у них под носом появился целый мир медиа, оформленных под украинские, нанимающих украинских журналистов и опальных московских "звезд", но являющихся, по сути, миром пропаганды реванша и возвращения в прошлое. Противостоять этому миру пока что удается только обысками и попытками договориться с его владельцами о некритическом отношении к тому или иному конкретному лицу во власти. Потому-то этот мир не сдается, а только крепчает – настоящий "Гулливер" в стране деморализованных лилипутов.
Газета «Вести» подвергалась критике со стороны коллег по журналистскому цеху, которые обвиняли их провластном и пророссийском освещении событий Майдана и конфликта в Донбассе.. Так руководитель Института массовой информации Оксана Романюк заявила о том, что в донецком выпуске утвердившееся после Евромайдана правительство Яценюка именовали хунтой. А по мнению политолога Александр Палия, холдинг «фактически является рупором террористов».
В феврале 2015 года представители Института массовой информации Украины Оксана Романюк и Елена Голуб обратились к Комиссии по журналистской этике Украины с просьбой дать оценку фактам, приведённым в статьях газеты «Вести».
Главный редактор портала «Телекритика» Наталья Лигачёва критиковала газету «Вести» за одностороннее освещение событий, которое, по её словам, совпадает с «основными месседжами российской пропаганды» и сводится к трём «не»: это неизбежность третьего Майдана, это неопровержимость доказательства участия Запада во всех украинских бедах и неотвратимость развала государства Украина. Также она отметила отсутствие дискуссии и второй точки зрения в материалах этого издания, а также большое количество статей, основанных на неназванных источниках и даже конспирологии. В дальнейшем она отмечала, что газета оставалась на маргинесе медийного сообщества Украины из-за откровенного продвижения интересов семьи Януковича.
В марте 2015 года кандидат наук по социальным коммуникациям, писатель, преподаватель Института журналистики КНУ им. Тараса Шевченко Артём Захарченко провёл контент-анализ газеты и по его мнению газета в каждом номере транслирует 2-4 тезиса российской пропаганды, и создаёт негативный образ общественно-политической реальности на Украине.
По мнению корреспондента «Новой газеты» Ольги Мусафировой, с начала вооружённого конфликта в Донбассе издание распространяло и дублировало тезисы об Украине от российских государственных СМИ и окружения Виктора Януковича.